# Kelly Smith
Kelly Smith, MBE (Watford, 29 oktober 1978) is een Engels voormalig voetbalster. Ze was met 46 treffers topscorer aller tijden van de Engelse vrouwen, totdat Ellen White op 30 november 2021 haar record verbrak.

## Carrière

### Jeugd en universiteit
Terwijl ze opgroeide in het gebied Garston in Watford speelde Smith regelmatig voetbal in jongenselftallen. Ze ontwikkelde haar talent bij Arsenal LFC en maakte daar haar debuut in 1996. Ze scoorde twee goals en gaf de assist voor het derde doelpunt in de 3-0-overwinning op Liverpool LFC, hetgeen het kampioenschap veilig stelde voor Arsenal. Daarna ging ze naar de West Herts College en vertrok een jaar later naar de Seton Hall University in de Verenigde Staten.
Smith speelde voor de Seton Hall Pirates van 1997 tot 1999. Aan het einde van haar periode op de universiteit werd haar shirtnummer (6) buiten gebruik genomen. Ze werd daarmee de eerste student op de school waarbij dat gebeurde in een andere sport dan basketbal. In haar drie jaar bij Seton Hall brak ze een school record met 76 doelpunten en 174 punten in slechts 51 wedstrijden.

### Professionele clubcarrière

#### Leven in Amerika
Smtih's eerst professionele club was New Jersey Lady Stallions uit de W-League, waarvoor ze van 1999 tot 2000 speelde. Daarna werd er een nieuwe top-competitie opgericht in de Verenigde Staten, waarvoor Smith in Amerika bleef om daaraan deel te nemen.
De Women's Premier Soccer League werd begin 2000 opgericht. Smith werd ingedeeld bij Philadelphia Charge. Ze speelde daar drie seizoenen en haalde in 2001 het WUSA Global 11 All-Star Team. In 2001 speelde ze haar enige volledige seizoen in de competitie. In 2002 miste ze het grootste deel van de competitie vanwege een zware knieblessure en ze miste een groot deel van 2003 door het herstellen van diezelfde knieblessure. Uiteindelijk werd na dat seizoen de competitie weer opgeheven.
Smith besloot in de Verenigde Staten te blijven spelen. In 2004 speelde ze voor de New Jersey Wildcats in de W-League, maar raakte wederom geblesseerd. Ze brak haar been. Ze speelde uiteindelijk acht wedstrijden voor de club en scoorde daarin acht maal en gaf zes assists.

#### Terug naar Engeland
Smith keerde terug naar Engeland en Arsenal in de herfst van 2004, om officieel terug te keren in 2005. Ze werd echter tegengehouden door een nieuwe blessere, dit keer een stressfractuur in haar voet. Aan het eind van seizoen 2004/05 maakte ze haar rentree, waarin ze een doelpunt vanaf 30 meter scoorde in de uitwedstrijd tegen Charlton Athletic LFC, waarmee het kampioenschap voor Arsenal veilig werd gesteld.
In het seizoen 2006/07, waarin Arsenal vier prijzen won, scoorde Smith dertig doelpunten in 34 wedstrijden in de vier competities. Ze miste echter beide finalewedstrijden van de UEFA Women's Cup door een schorsing.
In haar periode bij Arsenal sinds haar terugkeer in 2005 speelde Smith 66 Premier League wedstrijden en maakte daarin 73 doelpunten. Verder speelde ze zestien FA Cup wedstrijden, waarin ze dertien keer scoorde. Tien wedstrijden kwam ze uit in de League Cup, waar ze verantwoordelijk was voor vier doelpunten en in de UEFA Women's Cup kwam ze achttien keer in actie, waarin ze negen doelpunten maakte. Ook speelde ze nog twee wedstrijden voor de Community Shield en scoorde daarin eenmaal. Totaal speelde ze 112 wedstrijden en maakte daarin 100 doelpunten. In haar laatste officiële wedstrijd voor Arsenal scoorde ze een hattrick in de met 5-0 gewonnen wedstrijd tegen de Doncaster Belles in de League Cup.

#### Terugkeer naar Amerika

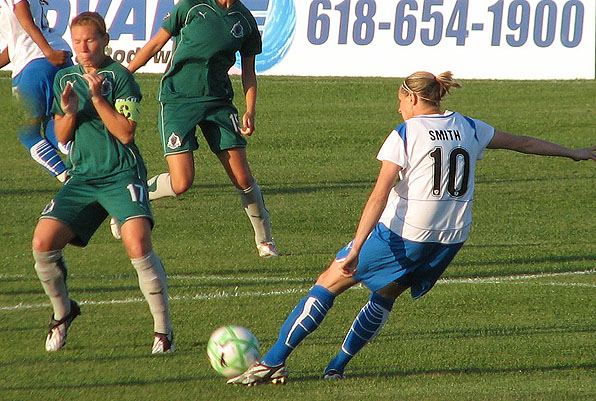
Smith in actie tegen Saint Louis Athletica

Toen in de Verenigde Staten weer een nieuwe vrouwencompetitie werd opgericht, Women's Professional Soccer, waren vele teams geïnteresseerd in de diensten van Smith. Ze werd gekozen door de Boston Breakers tijdens de 2008 WPS International Draft. Ondanks dat Boston haar uitgekozen had, stond ze nog onder contract bij Arsenal. Smith besloot echter Arsenal te verlaten en zich aan te sluiten bij de Boston Breakers op 18 februari 2009. In haar eerste seizoen speelde Smith 15 wedstrijden, scoorde zes doelpunten en gaf twee assists.

### Internationaal
Smith debuteerde voor Engeland in november van 1995 op 16-jarige leeftijd. Als ze fit is, wordt ze als een van de beste vrouwelijke speelsters ter wereld gezien; voormalig coach van de Verenigde Staten April Heinrichs stelde dat Smith een automatische keuze zou zijn voor het nationale elftal van de V.S. als hij nog coach zou zijn geweest en Vera Pauw, bondscoach van het Nederlands elftal, noemde Smith "de beste speelster ter wereld" nadat ze een hattrick had gescoord tegen Nederland in een kwalificatieduel voor het WK in 2007.
Ze heeft in 2001, 2005 en 2009 deelgenomen aan de edities van het EK, alsmede het WK in 2007 in China, waar ze tot speelster van het toernooi werd verkozen.
Smith werd in 2007 als vierde verkozen in strijd op de Wereldvoetballer van het jaar van de FIFA en als vijfde in 2006 en 2008.

## Persoonlijk
In 2008 werd Smith onderscheiden met de benoeming tot Lid in de Orde van het Britse Rijk.

## Erelijst
- Arsenal
  - Women's Premier League (4x): 1996/97, 2005/06, 2006/07, 2007/08
  - UEFA Women's Cup (1x): 2006/07
  - FA Cup (3x): 2005/06, 2006/07, 2007/08
  - Premier League Cup (3x): 2005/06, 2006/07, 2008/09
  - Community Shield (4x): 2005/06, 2006/07, 2007/08, 2008/09

- Gemeinsame Normdatei: 1170281419
- International Standard Name Identifier: 0000 0000 5481 772X
- Library of Congress Control Number: nr2006030555
- SNAC: w60m8dts
- Virtual International Authority File: 7354308
- WorldCat: E39PBJfCDb9xp4TRqprqdXgBT3